# 피냐타

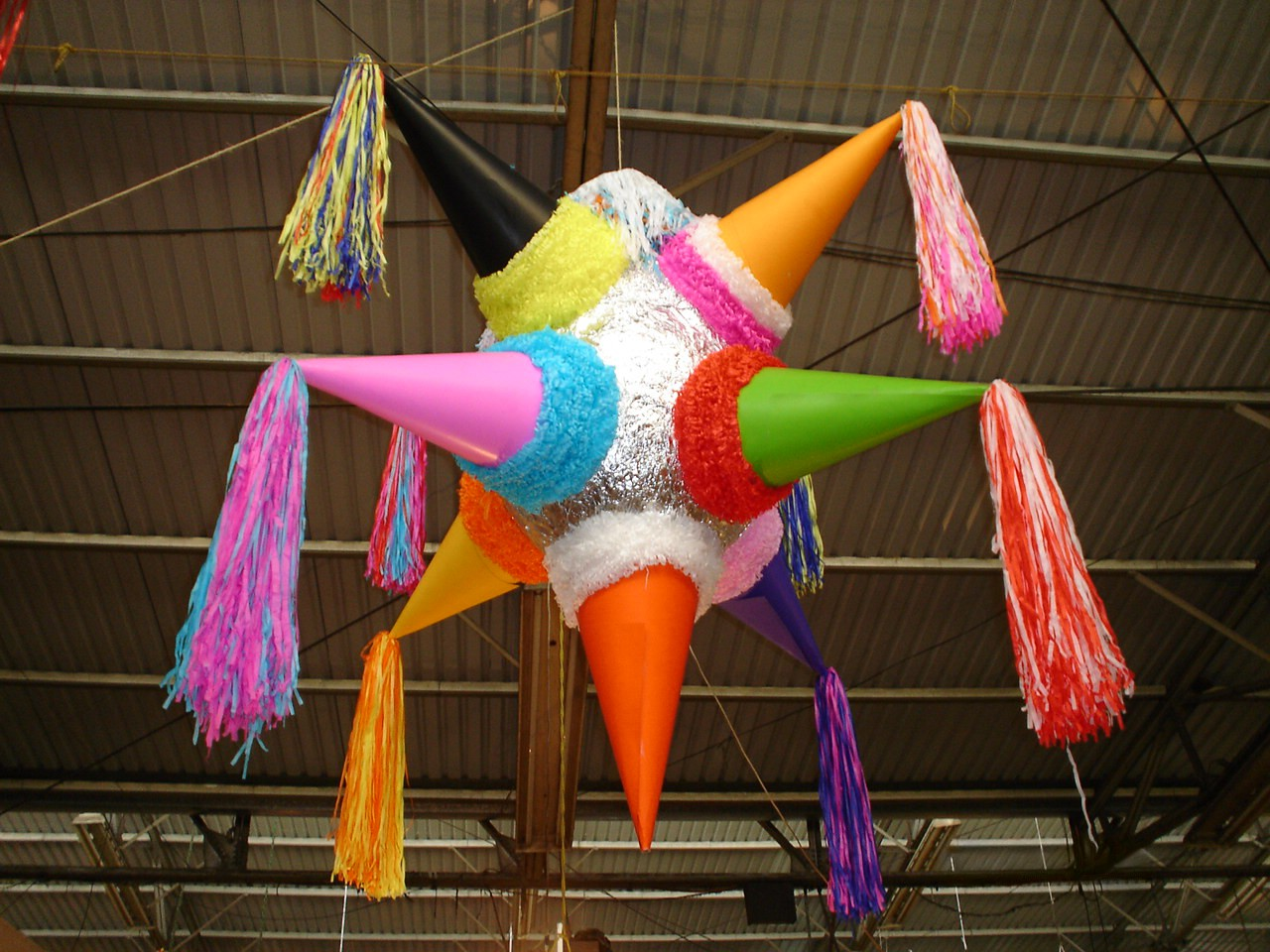
피냐타의 예

행사에 피냐타를 때리는 여성

피냐타(스페인어: Piñata)는 혼응지, 도자기, 또는 천으로 만든 용기로, 장식을 하고 사탕을 채운 뒤 축하행사의 일환으로 깨뜨리는 물건이다. 피냐타는 일반적으로 멕시코와 연관되어 있다.
과자가 든 용기를 깨뜨리는 관습은 14세기에 유럽에 전해졌다. 스페인인들이 이 유럽의 전통을 멕시코로 가져왔는데, 메소아메리카에도 12월 중순 아스테카인들이 우이칠로포치틀리 신의 생일을 기리는 것과 같은 비슷한 전통이 있었다. 현지 기록에 따르면, 멕시코의 피냐타 전통은 멕시코시티 북쪽의 아콜만이라는 마을에서 시작되었는데, 이곳에서는 교리교육을 위해, 그리고 우이칠로포치틀리 의식을 대체하기 위해 피냐타가 도입되었다.
오늘날 피냐타는 여전히 멕시코 문화와 라틴아메리카의 다른 국가들, 미국의 문화의 일부로 남아있지만, 대부분 종교적 성격은 잃어버린 상태이다.

## 어원
스페인어 피냐타는 이탈리아어 '피냐타'(pignatta, 깨지기 쉬운 항아리)에서 유래했을 것으로 추정되며, 이 피냐타는 '피냐'(pigna, 솔방울)에서 비롯되었다. 또한 스페인어 '피냐'(piña, 솔방울)에서 유래했을 가능성도 있다.

## 역사

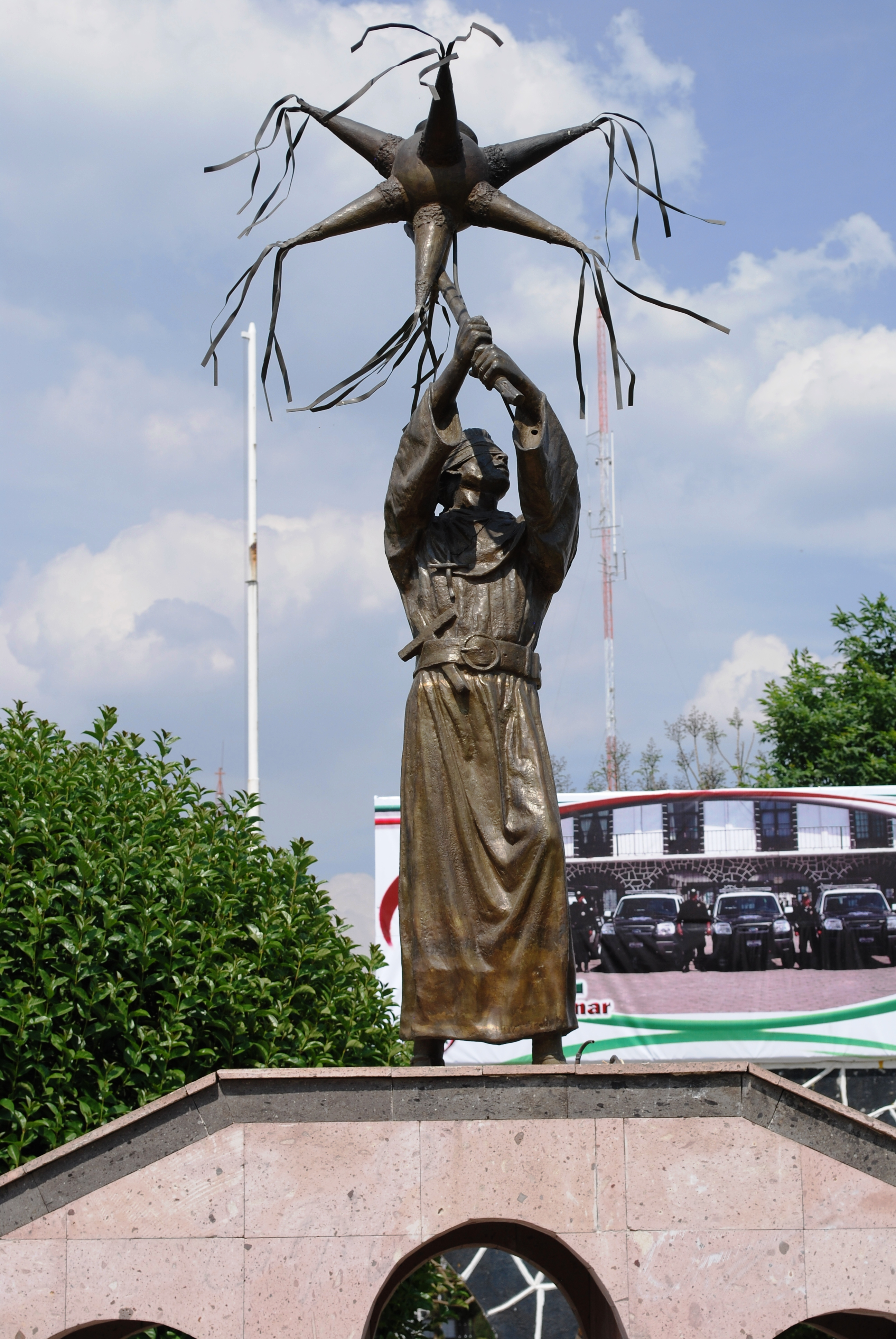
멕시코주 아콜만에 있는 피냐타를 치는 프란치스코회 수사의 동상

오늘날 피냐타는 주로 파티에서 즐거운 활동으로 사용되지만, 그 기원은 다른 관습에 있다. 약간의 논쟁이 있지만 피냐타의 기원은 스페인이 아닌 중국인 것으로 보인다. 중국판 피냐타는 소나 황소 모양이었으며 춘절에 사용되었다. 다가올 농사철에 좋은 날씨가 되기를 바라는 의미의 상징과 색으로 장식되었다. 다섯 가지 종류의 씨앗을 채운 뒤 여러 색의 막대기로 쳤다. 피냐타가 깨진 후에는 그 잔해를 태워 남은 재를 행운을 위해 보관했다.
이 전통은 14세기에 유럽에 전해졌으며, 그곳에서는 기독교의 사순절 축하 행사와 연관되었다. 스페인에서는 사순절 첫 번째 일요일인 "피냐타 일요일"이 피냐타의 춤이라는 축제가 되었다. 이탈리아어 원어인 피냐타(pignatta 또는 pignata, pignàta)가 "토기 조리 용기"를 의미하는 것처럼, 스페인인들은 처음에는 장식 없는 흙으로 만든 용기를 사용하다가 나중에 리본, 반짝이, 색종이로 장식하기 시작했다. 이탈리아어의 어원은 라틴어 '피네아(pinea, 솔방울)와 연관된 것으로 여겨진다.
유럽의 피냐타 전통은 16세기에 멕시코로 전해졌다. 하지만 메소아메리카에는 이미 비슷한 전통이 있었다. 마야의 전통은 현대의 피냐타 전통과 비슷했으며, 피냐타를 치는 참가자의 눈을 가리는 것도 포함되어 있었다. 아스테카의 전통은 우이칠로포치틀리의 생일을 기념했다. 사제들은 흙으로 만든 항아리를 화려한 깃털로 장식했다. 막대기나 곤봉으로 항아리를 깨뜨리면 그 안의 보물이 우상의 발치에 공물로 떨어졌다. 현지 기록에 따르면, 피냐타는 1586년 멕시코시티 북쪽의 현재 멕시코주에 위치한 아콜만에서 처음으로 전도의 목적으로 사용되었다. 그곳의 아우구스티노회 수도사들은 유럽의 피냐타를 변형하여 라스 포사다스 전통을 만들어 12월 중순에 열리는 우이칠로포치틀리의 탄생 축제를 대체했다.
멕시코 가톨릭의 해석은 유혹에 대한 투쟁이라는 가톨릭 교리와 관련된 의미를 부여했으며, 교리 교육의 목적으로 사용되었다. 이 전통에서 일곱 개의 뾰족한 부분은 일곱 가지 대죄를, 항아리는 악을, 그리고 안에 든 제철 과일과 사탕은 악의 유혹을 상징한다. 막대기를 든 사람의 눈을 가리는 것은 신앙을 상징하며, 돌고 노래하고 소리치는 것은 유혹이 만들어내는 방향 감각 상실을 나타낸다고 한다. 일부 전통에서는 참가자를 서른세 번 돌리는데, 그리스도의 생애 33년을 상징한다. 참가자가 피냐타를 치는 것은 유혹과 악에 대한 투쟁을 상징한다고 여겨진다. 피냐타가 깨질 때, 일부는 (다른 해석과는 달리) 안에 든 과자가 신앙을 지킨 보상을 상징한다고 말한다.
그 이후로 피냐타는 종교적 의미를 잃었으며 12월의 라스 포사다스뿐만 아니라 다양한 종류의 축하행사에서 인기를 얻게 되었다. 흙으로 만든 항아리는 혼응지 용기로 대체되었다. 일부 지역에서는 피냐타 제작이 예술적인 측면을 띠기도 했다. 다비드 가메스와 세실리아 메아데는 파티 용품이 아닌 예술로서의 피냐타 전시회를 후원했다. 2010년에 열린 이 행사는 피냐타라마라고 불렸으며, 멕시코시티의 베르티고 갈레리아에서 호주를 포함한 23개국 그래픽 일러스트레이터들의 종이죽으로 만든 25개의 독창적인 예술 작품 피냐타가 전시되었다. 참여한 일러스트레이터 중에는 1000 창고스, 알란 시버, 아팍, 벤 뉴먼, 세시 메아데, 크리스티안 투르데라, 컵코, 다니엘 버먼 등이 있다. 테파티틀란에서는 2010년에 세계에서 가장 큰 전통적인 7각 피냐타가 만들어졌다. 이 피냐타는 높이가 11.2미터이고 유리섬유로 만들어졌으며 무게가 350킬로그램이다. 이 수치는 2008년 펜실베이니아에서 만들어진 이전 기네스 기록 보유자를 능가했다.

## 각주

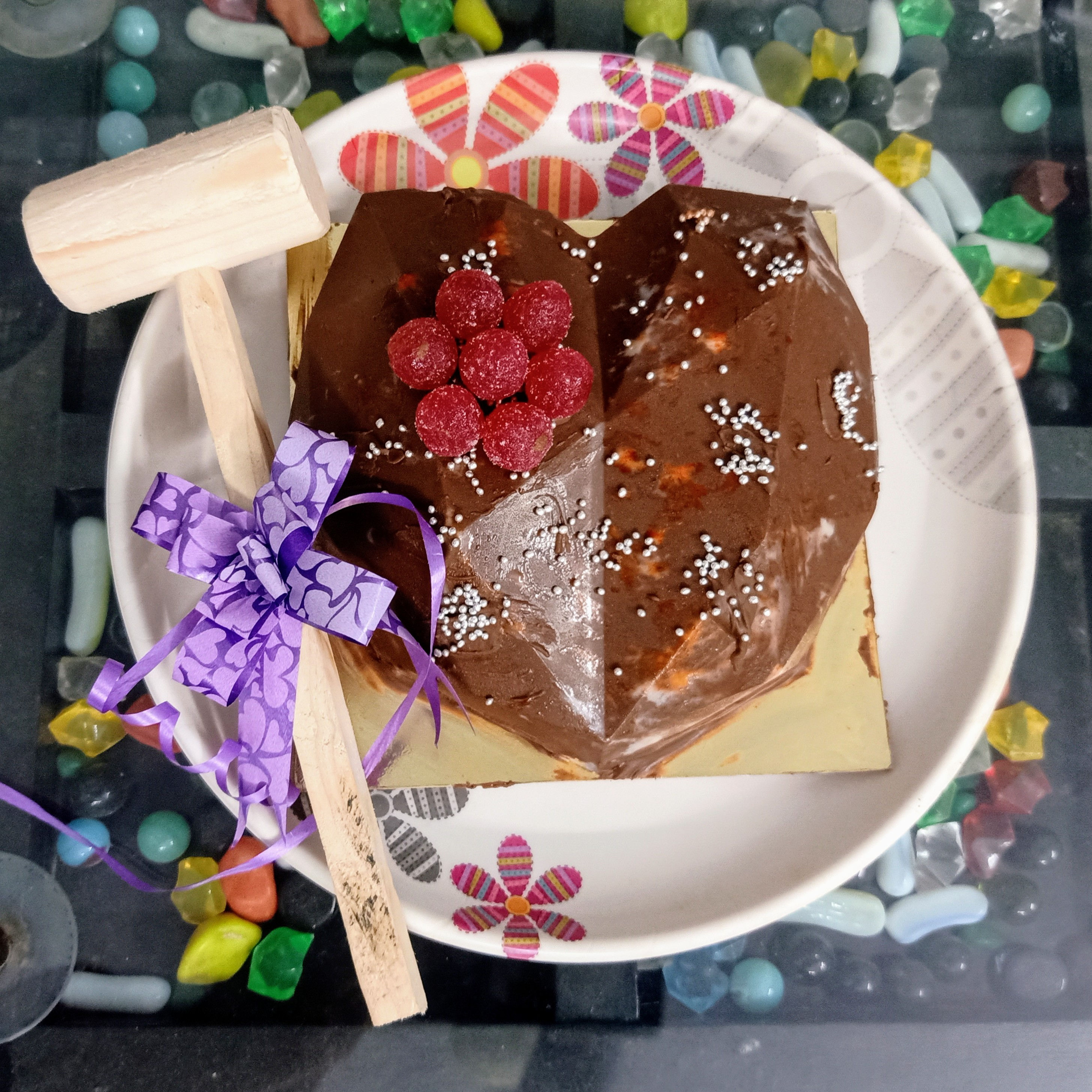